# L'Indomptée (film, 1948)
Pour les articles homonymes, voir L'Indomptée.
Pour plus de détails, voir Fiche technique et Distribution.
L'Indomptée (B.F.'s Daughter) est un film américain réalisé par Robert Z. Leonard, sorti en 1948.

## Synopsis
Polly Fulton (interprétée par Barbara Stanwyck) est la fille unique d'un riche industriel, B.F. Fulton (interprété par Charles Coburn). Elle est depuis un moment déjà fiancée à un avocat séduisant et prometteur, Bob Tasmin (Richard Hart), qui est apprécié de toute la famille, lorsqu'elle fait la connaissance de Tom Brett (Van Heflin). Ce dernier est un intellectuel qui, avec son franc-parler, rejette les souffrances du monde sur l'oppression des riches. D'abord effarouchée par la violence de ses propos, Polly finit par trouver Brett plus intéressant que son fiancé bien-pensant. Elle tombe amoureuse, et finalement épouse Tom Brett.
D'emblée, les relations entre Tom et sa belle-famille sont houleuses ; mais lorsqu'il apprend que ses beaux-parents usent de leurs relations pour assurer sa propre promotion, il n'éprouve que de l'amertume. Polly est déchirée entre les convictions de son mari et le dévouement de son père, que tous  appellent familièrement « B.F. »
Lorsque les États-Unis entrent en guerre avec les puissances de l'Axe, Tom occupe un poste important dans l'Administration fédérale, mais travaille sur des questions confidentielles. Ses relations avec Polly se distendent peu à peu, lorsque deux événements bouleversent la relation des deux époux : d'abord Polly apprend par la rumeur que Tom la trompe ; puis elle lit dans les journaux que Bob Tasmin, officier au front, marié entre-temps avec la meilleure amie de Polly, aurait été tué en mission derrière les lignes ennemies. Une fois la lumière faite sur ces deux situations, Polly et Tom s'avouent leurs angoisses et découvrent ce que chacun représente pour l'autre.

## Fiche technique
- Titre : L'Indomptée
- Titre original : B.F.'s Daughter
- Réalisation : Robert Z. Leonard
- Scénario : Luther Davis d'après le roman de John P. Marquand
- Production : Edwin H. Knopf
- Société de production : Metro-Goldwyn-Mayer
- Musique : Bronislau Kaper et Clifford Vaughan (non crédité)
- Photographie : Joseph Ruttenberg
- Montage : George White
- Décors : Daniel B. Cathcart et Cedric Gibbons
- Costumes : Irene
- Pays de production :  États-Unis
- Langue : anglais
- Format : noir et blanc – 35 mm – 1,37:1 – mono  (Western Electric Sound System)
- Genre : drame
- Durée : 108 minutes
- Dates de sortie :
  - États-Unis : 2 avril 1948
  - France : 17 novembre 1950

## Distribution
- Barbara Stanwyck : Pauline 'Polly' Fulton Brett
- Van Heflin : Thomas W. 'Tom' Brett
- Charles Coburn : Burton F. 'B.F.' Fulton
- Richard Hart : Robert S. 'Bob' Tasmin III
- Keenan Wynn : Martin Delwyn 'Marty' Ainsley
- Margaret Lindsay : 'Apples' Sandler
- Spring Byington : Gladys Fulton
- Marshall Thompson : Le marin
- Barbara Laage : Eugenia Taris
- Thomas E. Breen : Major Isaac Riley, pilote
- Fred Nurney : Jan

Acteurs non crédités
- Davison Clark : Portier sur Park Avenue
- Tom Fadden : S.Z. Holmquist
- Wyndham Standing : F.W. White, ami d'Ainsley
- Tito Vuolo : Mario

## Accueil critique et public
Malgré la qualité du scénario et l’excellent jeu des interprètes, L’indomptée n’obtient pas le succès escompté au box-office américain. Selon les critiques cinématographiques, « le film n’étant qu’un long débat entre l’opulence et le socialisme », l’absence d’action a sans doute déplu au public.

## Source de la traduction
- (en) Cet article est partiellement ou en totalité issu de l’article de Wikipédia en anglais intitulé « B.F.'s Daughter » (voir la liste des auteurs).